# Acacia collinsii
Vachellia collinsii (antiga Acacia collinsii) é um arbusto espinhoso pertencente à subfamília mimosidées que ocorre nas planícies secas e savanas tropicais da América do Norte e América Central, do México ao Panamá.
É uma espécie pioneira que pode chegar a 8 metros de altura.

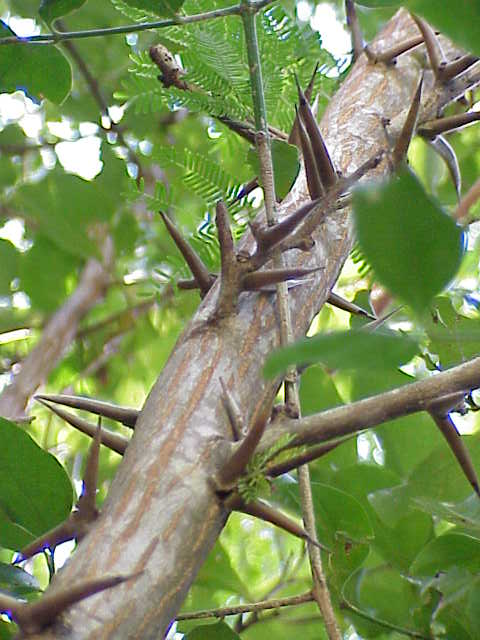
Acacia collinsii